# 아르피아 타워
아르피아 타워(영어: Arpia Tower)는 대한민국 경기도 용인시 수지구 죽전2동에 위치하고 있다. 이 타워 밑에는 하수처리장이 있다. 이 타워는 하수처리장의 굴뚝을 토대로 지어졌다. 그래서 건물 내부가 속이 대부분 비어있고 겉에만 사람이 이용할 수 있는 시설이 있다. 전망대에 올라가면 수지구 일대를 한번에 조망할 수 있다.

## 역사
2012년에 완공되었다. 2013년 12월 31일에는 다음에 북카페 무료 개방한다고 한다. 2014년 1월 1일 북카페 무료로 개방했다. 2017년 애물단지인 용인 아르피아 전망대가 있는데 무료 웨딩홀로 바꿨다. 2019년 용인도시공사에서 운영했던 전망대 1층 ~ 2층에 위치한 양식 레스토랑인 앙네지스카이키친이 폐지되었다. 2020년 전망대는 코로나바이러스감염증-19 당시 휴관에 들어갔다. 10월 12일 용인청년LAB으로 리뉴얼하고 재개관했다. 전망대는 2022년에 이용이 가능하다.

## 높이
높이는 106m이다. 완공 당시 아르피아의 타워의 높이를 자랑한다. 2012년 처음에 완공된 100m 이상의 타워다. 높은 곳에는 전망대에 올라가면 주변을 조망할 수 있다.

## 특징
용인의 명소가 아르피아 타워다. 전망대, 레스토랑이 있다. 전망대의 입장료는 무료다.전망대의 운영시간은 오후 2시부터 오후 10시까지고 하늘마루 북카페의 운영시간은 오후 2시부터 오후 6시까지다. 휴관일은 매주 월요일이고 명절(신·구정, 추석) 언휴다. 개장 이후 관람객이 줄어드린 적이 있다. 코로나바이러스감염증-19 당시 전망대가 휴관에 들어갔고 용인청년LAB이 재개관하였다. 전망대 이용이 가능하다.

## 내부 시설
아르피아 타워의 내부 시설이다.
| 층수      | 시설                               |
| --------- | ---------------------------------- |
| 4층       | 전망대, 레스토랑 (베라뷰)          |
| 2층 ~ 3층 | 청년공간 (용인청년LAB)             |
| 1층       | 로비, 관리사무실, 임대사무실       |
| 지하 1층  | 지하주차장, 기계실/전기실/발전기실 |

## 같이 보기
- 대한민국의 마천루 목록
- 경기도의 마천루 목록
- 용인시의 마천루 목록